# Tom Diesbrock
Tom Diesbrock (* 1963 in Hamburg) ist ein deutscher Autor und Karrierecoach; er arbeitete zeitweise auch als TV-Psychologe. In seinen Sachbüchern und Blogs beschäftigt er sich vor allem mit den Ursachen mentaler Blockaden und verschiedenen Aspekten von Selbstmanagement und der beruflichen Neuorientierung.
2024 veröffentlichte er seinen ersten Roman.
Diesbrocks Bücher erschienen bisher bei den Verlagen Piper, mvg, Patmos, Herder, Campus und Gräfe und Unzer im deutschsprachigen Raum, sowie in Japan, Südkorea, Taiwan und den Niederlanden.

## Veröffentlichungen
- Die Erfindung der Sehnsucht. Piper Verlag, München 2025, ISBN 978-3-492-07365-3.
- Ein Vogel namens Schopenhauer. Piper Verlag, München 2024, ISBN 978-3-492-07222-9.
- Nimm den Zweifeln das Kommando - wie wir Ängste und Selbstzweifel hinter uns lassen. Gräfe und Unzer, Frankfurt 2022, ISBN 978-3-8338-8206-7.
- Kopf aus dem Sand! Erste Hilfe für unruhige Zeiten und berufliche Sackgassen. Campus Verlag, München 2021, ISBN 978-3-593-51365-2.
- Lass mal locker - vom klugen Umgang mit dem kleinen Perfektionisten in unserem Kopf. Patmos Verlag, Ostfildern 2021, ISBN 978-3-8436-1274-6.
- Von Hunden und Menschen und der Suche nach dem Glück. Herder, Freiburg 2018, ISBN 978-3-451-60062-3.
- Hören Sie auf, sich im Weg zu stehen – Mentales Selbstmanagement im Alltag und Job. Herder, Freiburg 2016, ISBN 978-3-451-37561-3.
- Jetzt mal Butter bei die Fische! : Das Selbstcoachingprogramm für Ihre berufliche Neuorientierung. Campus Verlag, Frankfurt am Main 2012, ISBN 978-3-593-41769-1.
- Hermann! : vom klugen Umgang mit dem inneren Kritiker. Patmos Verlag, Ostfildern 2011, ISBN 978-3-8436-1186-2.
- Ihr Pferd ist tot? Steigen Sie ab! Wie Sie sich die innere Freiheit nehmen, beruflich umzusatteln. Campus Verlag, Frankfurt am Main 2011, ISBN 978-3-593-39124-3.
- Freiheit : eine Gebrauchsanweisung. mvg Verlag, Heidelberg 2007, ISBN 978-3-636-06333-5.